# Can Rostes
Can Rostes és una casa d'Amer (Selva) inclosa a l'Inventari del Patrimoni Arquitectònic de Catalunya.

## Descripció
Edifici cantoner de tres plantes i coberta de doble vessant a façana amb un gran pati lateral situada al final del carrer Migdia, tocant amb la Plaça de la Pietat. La façana, de dues crugies (quatre a la planta baixa), està arrebossada i pintada de color marró.A la façana principal de la casa, destaca el rellotge de sol.
La planta baixa consta de blocs de pedra i dos portals i dos finestres. Aquests estan emmarcats de grans blocs de pedra sorrenca i tenen llindes monolítiques. Una d'aquestes llindes, la de l'entrada principal al carrer, conté gravada la llegenda següent: LLORENS OLLER + ME FECIT 1762
El primer pis consta de dos balcons sobre els portals de la planta baixa. Tenen les bases monolítiques de pedra calcària, barana de ferro i finestres altes. El segon pis conté dues finestres d'obra de rajola i maçoneria. El ràfec està format per tres fileres de rajola, dues de rajola plana i una en forma de dent de diamant.
La façana que dona al pati comparteix amb la façana principal una terrassa coberta a un vessant i la paret arrebossada de 2 metres i mig d'alçada que, continuant la façana, s'allarga fins a la Plaça de la Pietat. Hi ha una porta al nivell del primer pis, sobre la terrassa coberta sostinguda amb una estructura de fusta, emmarcada de pedra calcària amb grans blocs i llinda monolítica. També hi ha altres finestres i balconets als pisos superiors.

## Història
Casa originaria del segle xviii (1762) i amb reformes durant els segles XIX i XX.